# Vojkov (Tehovec)
Vojkov je vesnice a část obce Tehovec v okrese Praha-východ. Nachází se asi 4 km na jihovýchod od Říčan, 6 km severně od Mnichovic a 11 km západně od Kostelce nad Černými lesy. Na Vojkově se nachází bowlingová aréna a také Léčebna pro dlouhodobě nemocné.

## Doprava
Územím vesnice prochází silnice první třídy I/2 z Prahy do Kutné Hory a také silnice III. třídy :
- III/1011 Tehov - Strašín

### Autobusy
Ve vesnici jsou 3 autobusové zastávky - Tehovec, Tehovec-Vojkov a Tehovec-Mototechna, tyto dvě jsou na znamení. Autobusy zajíždějí např. do těchto cílů: Uhlířské Janovice, Chocerady, Kostelec nad Černými lesy, Louňovice, Praha, Říčany, Sázava, Kutná Hora (dopravci POLKOST, s. r. o. a Veolia Transport Praha, s. r. o.)

### Železnice
Železniční trať ani stanice na území obce nejsou. Nejbližší železniční stanicí jsou Říčany ve vzdálenosti 4 km ležící na trati 221 mezi Prahou a Benešovem.

## Turistika

### Cykloturistika
Vesnicí prochází cyklotrasy :
- č. 0031 Babice - Strašín - Vojkov - Svojetice - Struhařov - Zvánovice

### Pěší turistika
Vesnicí vedou turistické trasy :
- Říčany - Vojkov - Mukařov - Louňovice - Voděradské bučiny - Jevany - Aldašín - Konojedy - Klíče - Oplany - Vlkančice - Sázava - Český Šternberk - Vlašim
- Vojkov - Klokočná - Mnichovice - Třemblat - Ondřejov - Kaliště - Hvězdonice - Chocerady - Bělokozly - Vraník - Ledečko

## Pamětihodnosti

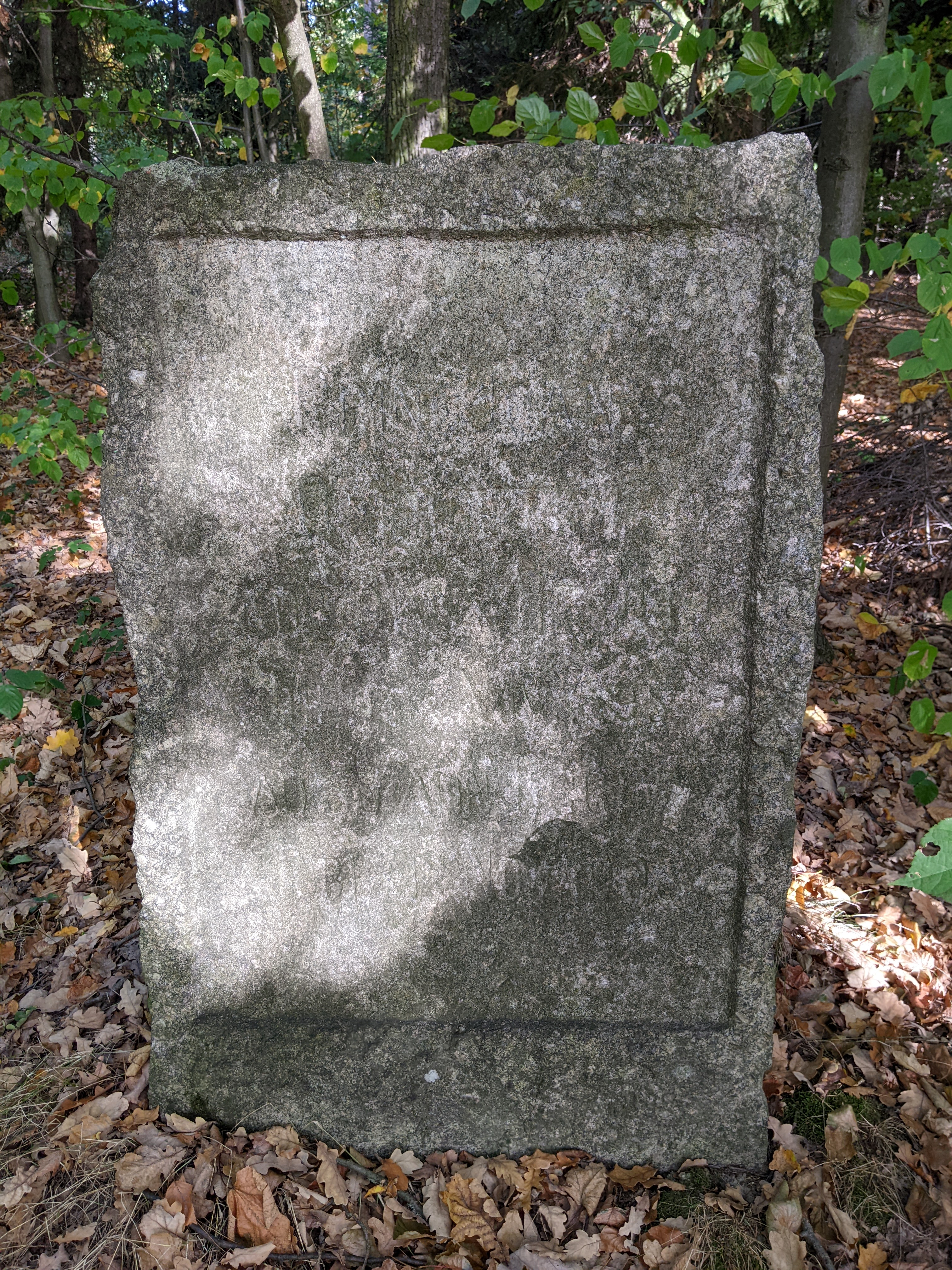
Jubilejní památník knížete Jana II. z Lichtenštejna

V severní části katastru obce Tehovec se v lese při silnici I/2 nalézá památník postavený v roce 1898 ke čtyřicátému výročí panování knížete Jana II. Lichtenštejnského s dnes již nezřetelným nápisem:
Nápis byl doplněn k padesátému výročí panování knížete. Je jedním z přibližně patnácti kamenů postavených na panstvích Kostelec, Škvorec a Uhříněves. Na lichtenštejnských panstvích byly vysazeny dubiny a v nich umístěny desítky podobných památníků.

## Vodstvo
V katastru Tehovce pramení potok Rokytka, pravostranný přítok Vltavy.